# 筵席税
筵席税为中国设立的税赋之一，属于对举办筵席者征收的一种特种消费行为税。中国的筵席税依据为1988年9月22日颁布的筵席税暂行条例规定，征收范围指在饭店、酒店、宾馆、招待所等商业服务场所举办筵席的单位和个人，包括消费的菜肴、酒、饭、麵、点、饮料、水果、香烟等计价；居民家庭和营业场所（如单位职工食堂等）自办的筵席不征税；征收的起点为250元；税率为15％—20％，征收方式由商业服务场所代征代缴。
根据分税制改革的要求，自1994年1月1日下放至地方管理，省、自治区、直辖市政府可以根据本地区经济发展的实际情况，自行决定继续征收或者停止征收。

## 历史
1951年初，原政务院颁布《特种消费行为税暂行条例》中曾把筵席作为一个税目，对在饮食营业场所举办筵席者征税，在当时经历战乱之后恢复经济、限制过份消费、促进节约、增加国家财政收入起到一定作用。1952年底为简化税制，对筵席不再单独征税。

## 背景
随着国民经济的发展，出现了一些追求高消费的不合理倾向，特别是一些机关、团体、企业事业单位，用公款请客送礼、大吃大喝的现象屡禁不止；社会上讲排场、比阔气、婚丧嫁娶大操大办、大摆宴席的风气蔓延；故设立该税种初衷，目的是引导合理消费，制止腐败、反对公费请客。

## 现实
筵席税自1988年开征以来，到1994年全国筵席税收入仅为87万元。随着分税制改革，筵席税下放，税款纳入地方税，属于地方财政。除内蒙古、陕西等少数省份开征外，多数地方停征，到2002年1月1日，内蒙古取消了筵席税。
2008年1月15日，国务院公布《国务院关于废止部分行政法规的决定》，共有92件行政法规被废止或宣布失效，《中华人民共和国筵席税暂行条例》等6件税务部门的行政法规宣布失效或废止。筵席税在事实上停止了征收。
事实上，多数人认为通过征收筵席税制止腐败、刹吃喝风，有人形容为“隔靴搔痒”，属于政治体制问题。另外，多数人认为征收筵席税不利于刺激消费，对经济发展由负面影响。